# لورا کومبس (بازیکن فوتبال)
لورا کومبس (انگلیسی: Laura Coombs؛ زادهٔ ۲۹ ژانویهٔ ۱۹۹۱) بازیکن فوتبال اهل بریتانیا است.
از باشگاه‌هایی که در آن بازی کرده‌است می‌توان به تیم فوتبال زنان آرسنال، باشگاه فوتبال زنان لیورپول، و باشگاه فوتبال زنان چلسی اشاره کرد.
وی همچنین در تیم‌های ملی فوتبال England women's national under-19 football team, England women's national under-23 football team، و زنان انگلستان بازی کرده‌است.